# Уст-Алдански рејон
Уст-Алдански рејон или Уст-Алдански улус (рус. Усть-Алданский район, јакут. Уус-Алдан улууһа) један је од 34 рејона Републике Јакутије у Руској Федерацији. 
То је један мањи рејон у централном дијелу Јакутије. Најважније ријеке рејона су Лена и Алдан, који се улијева у Лену управо у овом рејону.
Први становници у рејону су били хангајски Јакути. Крајем XVIII вијека, у овај рејон стижу руски козаци, који подижу Ленску тврђаву око које се касније формирају прва права насеља.
Административни центар рејона је насеље Борогонци.
Укупан број становника рејона је 20.927 људи (2010). Становништво већином чине Јакути (98%).